# Vagaceratop
El vagaceratop (Vagaceratops) és un gènere de dinosaure ceratop herbívor que a viure al Cretaci superior (Campanià superior) en el que actualment és Alberta. Les seves restes fòssils s'han recuperat de la formació de Dinosaur Park superior. Va ser anomenat per Scott D. Sampson, Mark A. Loewen, Andrew A. Farke, Eric M. Roberts, Catherine A. Forster, Joshua A. Smith i Alan L. Titus l'any 2010 i l'espècie tipus és Vagaceratops irvinensis. Aquesta espècie va ser descrita originalment com una espècie de casmosaure (C. irvinensis) l'any 2001.